# 云南中医药大学
云南中医药大学是中国云南省昆明市的一所公立高校，创建于1960年，是云南省唯一的中医药本科院校，由云南省人民政府和国家中医药管理局共建。

## 校史
1951年秋，昆明市卫生局举办昆明中医进修班。1953年3月，发展为昆明中医进修学校，1955年3月划归云南省卫生厅领导。1958年7月1日，发展为云南省中医学校，正式开办四年制中医中专班。1960年4月，在云南省中医学校的基础上，成立云南中医学院。1986年获硕士学位授予权。2018年成为博士学位授予单位。2018年11月，教育部批准更名为云南中医药大学，2019年1月19日正式揭牌。

## 校园
学院现有呈贡、白塔兩个校区，总面积778.78亩。图书馆藏书48万余册。呈贡校区为一新校区，学校于2009年整体迁入。關上校區已經於2011年撤銷，成人教育學院搬遷至宜良。